# جهة مكناس تافيلالت
قبل التقسيم الإداري والترابي الذي عرفته المملكة للجهات والعملات والأقاليم سنة 2015 كانت تُحَدّ جهة مكناس - تافيلالت (سابقا) من الشمال بجهة الغرب - الشراردة - بني حسين،(سابقا)
ومن الشمال الشرقي بجهة فاس - بولمان، (سابقا) وغربا بجهات الرباط سلا - زمور - زعير(سابقا)، والشاوية - ورديغة(سابقا)، وتادلة - أزيلال، (سابقا) ومن الجنوب الغربي بجهة سوس - ماسة - درعة(سابقا)، ومن الشرق بالجهة الشرقية(سابقا) والحدود الجزائرية المغربية. وتمتد الجهة على مساحة 79.210 كلم2، أي ما يناهز 11,1% من مجموع المساحة الوطنية، وتتكون الجهة من 3 أقاليم : خنيفرة وإفران والرشيدية و ولاية مكناس التي تضم عمالتي المنزه والإسماعلية وإقليم الحاجب .
أما بعد التقسيم أصبحت تافيلالت مكون رئيسي للجهة الجديدة جهة درعة تافيلالت، وأصبحت مكناس في جهة فاس مكناس.

## المساحة
هي من أكبر الجهات في المملكة المغربية مساحة حيث تبلغ مساحتها 79,210 كم2 (11.1% من المساحة الكلية للمغرب).

## السكان
يقطنها أكثر من 2,125,608 نسمة (7.2% من اجمالي السكان) حسب التعداد السكاني الرسمي للمغرب لعام 2004.

## التقسيمات الإدارية
تقسم هذه الجهة إلى خمسة أقاليم وعمالات وهي:
- إقليم الحاجب،
- إقليم الرشيدية،
- إقليم إفران،
- إقليم خنيفرة،
- عمالة مكناس.
- إقليم ميدلت.